# Sean Bennett
Bennett à saída da Volta à Califórnia de 2017
Sean Bennett, nascido em 31 de março de 1996 em El Centro, é um ciclista estadounidense, membro da equipa EF Pro Cycling.

## Biografia
Em 2014, Sean Bennett resulta campeão dos Estados Unidos de Ciclismo de Montanha cross-country nos juniores (menos de 19 anos).
Ao mês de fevereiro de 2018, vê-se propor um lugar nas fileiras do efectivo de Hagens Berman-Axeon, como consequência da desistência do seu compatriota Adrien Costa.

## Palmarés em estrada

### Por ano
- 2015
  -     - 2. ª etapa da Tour de Walla Walla
- 2016
  - Patterson Pass Road Race
  - Suisun Harbor Criterium
- 2017
  - 1.ª etapa do Tour Alsacia (contrarrelógio por equipas)
- 2018
  - 6.ª etapa do Giro d'Italia Esperanças
  - 3.º da Redlands Bicycle Classic

### Resultados nas grandes voltas

#### Volta a Itália
1 participação
- 2019 : 106.º

### Classificações mundiais
| Ano              | 2018   |
| UCI America Tour | 229.º. |
| UCI Europe Tour  | 662.º. |

## Palmarés em BTT

### Campeonato dos Estados Unidos
- 2013
  - 2.º do campeonato dos Estados Unidos de cross-country juniores
- 2014
  -  Campeão dos Estados Unidos de cross-country juniores